# Love is the Knife
A Love is the Knife Bonnie Tyler harmadik kislemeze a Rocks and Honey című albumról, amely 2013. szeptember 16-án jelent meg digitális formátumban a dán Labrador Music gondozásában. A dal a skandináv országokban, Új-Zélandon és Ausztráliában is elérhető az iTunes-ön.

## A dalról
A dalt Nashwille-ben rögzítették 2012-ben februárjában. Szerzője J.D. Leonard, Tennessee születésű szövegíró, dalszerző, énekes, aki már több ismert amerikai zenei producerrel és dalszerzővel. Bonnie Tyler 2011-ben figyelt fel rá, és Leonard vezette be az énekesnőt Nashville-be, a country zene világába.
Leonard stílusára jellemző a valós, reális látásmód illetve a műfajok keresztezése továbbá a fő hangszere a gitár. Így született meg többek között a Love is the Knife is, amely egy mély érzelmű, country rock stílusú erőteljes ballada. A mű társszerzője Jim Sells, míg a producer David Huff volt.
A dalban Bekka Bramlett amerikai énekesnő vokálozott, aki több együttesben is oszlopos tag volt, 1993 és 1995 között a Flatwood Mac együttesben is énekelt, de Vince Gillel is dolgozott, továbbá több Belinda Carlisle-albumon is vokálozott. Továbbá Chad Cromwell dobolt, aki többek között Neil Young és Marc Knopfler legsikeresebb albumain is közreműködött.

## Kritika
A brit So So Gay internetes magazin szintén 5 csillaggal jutalmazta Bonnie Tyler új albumát. A Love is the Knife az a dal Bonnie előadásában olyan intenzitással és hatalommal bír, hogy csak egy bevált és világi énekes adhatja elő így. Ez ismét az a fajta dal, amelyben kifejezetten jól érvényesül Bonnie Tyler védjegye.

## Dallista
| # | Dalcím            | Zeneszerző               | Hossz |
| - | ----------------- | ------------------------ | ----- |
| 1 | Love is the Knife | J. D. Leonard, Jim Sells | 4:40  |

## Megjelenés
A dalt csak a dán Labrador Music jelentette meg hivatalosan digitális formátumban a skandináv országok részére, de megjelent Új-Zélandon és Ausztráliában. Bonnie Tyler menedzsere, Matthew Davis a Facebookon azt tudatta a rajongókkal, hogy egyelőre csak digitális formátumban jelenik meg a dal, mert a skandináv országokban az népszerűbb a CD-kislemezzel szemben.
| Ország                                                         | Dátum                | Katalógusszám |
| -------------------------------------------------------------- | -------------------- | ------------- |
| Dánia, Norvégia, Finnország, Svédország, Új-Zéland, Ausztrália | 2013. szeptember 16. | 6430038299123 |

## Közreműködők
A közreműködők listája:
- ének: Bonnie Tyler
- producer: David Lyndon Huff
- executive producer: Matthew Davis
- ütőhangszerek, programozás, digitális rendezés: David Lyndon Huff
- dobok: Chad Cromwell
- basszusgitár: Jimmy Lee Solas
- akusztikus gitár, dobró, mandolin, bendzsó: Ilya Toshinsky
- elektromos gitár: Jerry McPherson, Tom Bukavak, Kenny Greenburg
- zongora, szintetizátor: Mike Rojas
- háttérének: Bekka Bramlett
- keverés: Derek Bason